# 4A Games
A 4A Games egy ukrán–máltai videójáték-fejlesztő cég. Nevéhez fűződik a Metro-videójátéktrilógia. A céget 2006-ban alapították Ukrajnában. 2014-ben a központjuk a máltai Sliemába költözött.

## Történet
A 4A Gamest Andrew Prokhorov, Oles Shyshkovtsov és Alexander Maximchuk alapította 2006-ban.

## Metro-sorozat
A cég első játéka a Metro 2033, egy adaptáció Dmitry Glukhovsky regényéhez. Ezt 2010. márciusban adták ki.
Ezt követően a Metro 2033 folytatásán kezdtek el dolgozni, a Metro: Last Lighton, amit 2012-ben adtak ki. 2014. március 30-án kiadták a Metro Reduxot, amely tartalmazza a Metro 2033-at és a Metro: Last Lightot grafikai fejlesztéssel.
2019-ben kiadták a Metro Exodust.

## Játékaik
- Metro 2033 (videójáték)(2010)
- Metro: Last Light (2013)
- Metro 2033 Redux (2014)
- Metro: Last Light Redux (2014)
- Arktika 1 (2017)
- Metro Exodus (2019)